# Die Mensch-Maschine (Lied)
Die Mensch-Maschine (engl. The Man-Machine) ist der Titelsong des 1978 erschienenen Albums Die Mensch-Maschine der deutschen Band Kraftwerk. Der Text stammt von Ralf Hütter, die Musik komponierten Karl Bartos und Ralf Hütter. Das Stück ist 5:28 min lang.

## Hintergrund
Inspiration für das Konzept des Albums war der deutsche Stummfilmklassiker Metropolis von Regisseur Fritz Lang aus dem Jahr 1927, dessen Werk großen Einfluss auf die Band ausübte: „Wir sind die Kinder von Wernher von Braun und Fritz Lang“ (Ralf Hütter). Die Mensch-Maschine ist ein Charakter aus dem Film.

## Einfluss
Das Lied gilt als Meilenstein der elektronischen Musik. Für Chris Power von Drowned in Sound stellt es zusammen mit dem Stück Neonlicht „one of the undisputed high-water marks of manufactured pop“ dar.
„Der Roboter-Psalm 'Mensch-Maschine'“, so Erich Lenz von Laut.de, sei „ein Fingerzeig auf den Hip-Hop.“
Gesampelt oder interpoliert wurde das Stück unter anderem für das Lied Rockin' It von The Fearless Four (1984), für Dick Almighty von 2 Live Crew (1989), für Private Show von P!nk (2000) sowie für das Lied Hoes Up G’s Down der deutschen Rapperin Shirin David (2020). Gegen die Verwendung des Samples in Davids Lied ging Hütter gerichtlich vor und ließ das Youtube-Video offline nehmen.